# Izmir Cup 2013
La Izmir Cup 2013, nota anche come Türk Telecom İzmir Cup per motivi di sponsorizzazione, è stata un torneo di tennis facente parte della categoria ATP Challenger Tour nell'ambito dell'ATP Challenger Tour 2013. È stata la 6ª edizione del torneo che si è giocata a Smirne in Turchia dal 16 al 22 settembre 2013 su campi in cemento e aveva un montepremi di €64,000.

## Partecipanti singolare

### Teste di serie
| Nazionalità | Giocatore                | Ranking* | Testa di serie |
| ----------- | ------------------------ | -------- | -------------- |
| Kazakistan  | Michail Kukuškin         | 145      | 1              |
| Ucraina     | Illja Marčenko           | 148      | 2              |
| Germania    | Peter Gojowczyk          | 150      | 3              |
| Turchia     | Marsel İlhan             | 173      | 4              |
| Tunisia     | Malek Jaziri             | 177      | 5              |
| Spagna      | Adrián Menéndez Maceiras | 178      | 6              |
| Bielorussia | Uladzimir Ihnacik        | 181      | 7              |
| Italia      | Flavio Cipolla           | 183      | 8              |

- Ranking al 9 settembre 2013.

### Altri partecipanti
Giocatori che hanno ricevuto una wild card:
- Tuna Altuna
- Baris Erguden
- Anil Yuksel
- Efe Yurtacan

Giocatori che sono passati dalle qualificazioni:
- Andrés Artuñedo Martínavarr
- Teodor-Dacian Crăciun
- David Rice
- Louk Sorensen

## Vincitori

### Singolare
Michail Kukuškin ha battuto in finale  Louk Sorensen con il punteggio di 6–1, 6–4.

### Doppio
Austin Krajicek /  Tennys Sandgren hanno battuto in finale  Brydan Klein /  Dane Propoggia con il punteggio di 7–6(4), 6–4.